# Пинки (порнографска актриса)
Пинки (на английски: Pinky) е артистичен псевдоним на американската порнографска актриса и рапърка Сара Мирабели (Sarah Mirabelli).

## Биография
Сара Мирабели е родена на 24 юни 1982 година в град Оукланд, Калифорния. Дебютира като актриса в порнографската индустрия през 2006 година, когато е на 24-годишна възраст. Участва в над 100 филма.
Поставена е на 18-о място в класацията на списание „Комплекс“ – „Топ 50 на най-горещите чернокожи порнозвезди за всички времена“, публикувана през септември 2011 г.

## Награди и номинации
- 2008 Urban X награда – Най-добър орален изпълнител – Pinky's Dick Sucking for Dumb Asses
- 2009 Urban X награда – Порнозвезда на годината
- 2009 Urban X награда – Актриса на годината
- 2009 Urban X награда – Най-добър изпълнител в интернет
- 2009 Urban X награда – Най-добър Crossover
- 2010 Urban X награда – Най-добър орален оргазъм
- 2010 Urban X награда – Най-добра звезда в сайт за възрастни
- 2017: Urban X зала на славата.[2]